# アントニナ・ゼトバ
アントニナ・ゼトバ（Antonina Zetova、女性、1973年9月7日 - ）は、ブルガリアの元バレーボール選手、バレーボール指導者。現役時代のポジションはオポジット。元ブルガリア代表。

## 来歴
プレヴェン出身。1989年にCSKA ソフィアに入団。1993年にブルガリア代表に初選出された。以降は代表のエースとして数々の国際大会で活躍し、世界選手権には2大会連続出場した。2001年に自国開催されたヨーロッパ選手権では銅メダルを獲得し、大会MVPとベストスコアラー賞を受賞した。2005/06シーズンは所属していたペルージャを欧州チャンピオンズリーグ初優勝へ導いた。その後、出産を経て現役復帰すると2010年のヨーロッパリーグで銀メダルを獲得。2012年に現役を引退した。引退後はCSKAソフィアやアンダーカテゴリーの代表でコーチとして活動している。

## 球歴
- 世界選手権 - 1998年、2002年
- 欧州選手権 - 1995年、1997年、2001年、2003年、2005年

## 受賞歴
- 2000年　1999/2000イタリアセリエＡ　ベストスコアラー賞
- 2001年　2000/2001イタリアセリエＡ　ベストスコアラー賞
- 2001年　ヨーロッパ選手権　MVP、ベストスコアラー賞

## 所属クラブ
- CSKA ソフィア（1989-1995年）
- エジザージュバシュ（1995-1996年）
- ワクフバンクSK（1996-1998年）
- Modena Volley（1998-2000年）
- ベルガモ（2000-2001年）
- Edison Modena（2001-2002年）
- エジザージュバシュ（2002-2003年）
- Chieri Volley（2003-2005年）
- ペルージャ（2005-2007年）
- Club 15-15（2008年）
- Olympiacos（2008-2009年）
- ペルージャ（2009-2010年）
- Chieri Volley（2010-2012年）